# Bataille de Déols
La bataille de Déols est une célèbre bataille de l'Antiquité tardive qui s'est déroulée en Gaule, près de Déols, en Berry, au Ve siècle, vraisemblablement en 469.

## Déroulement

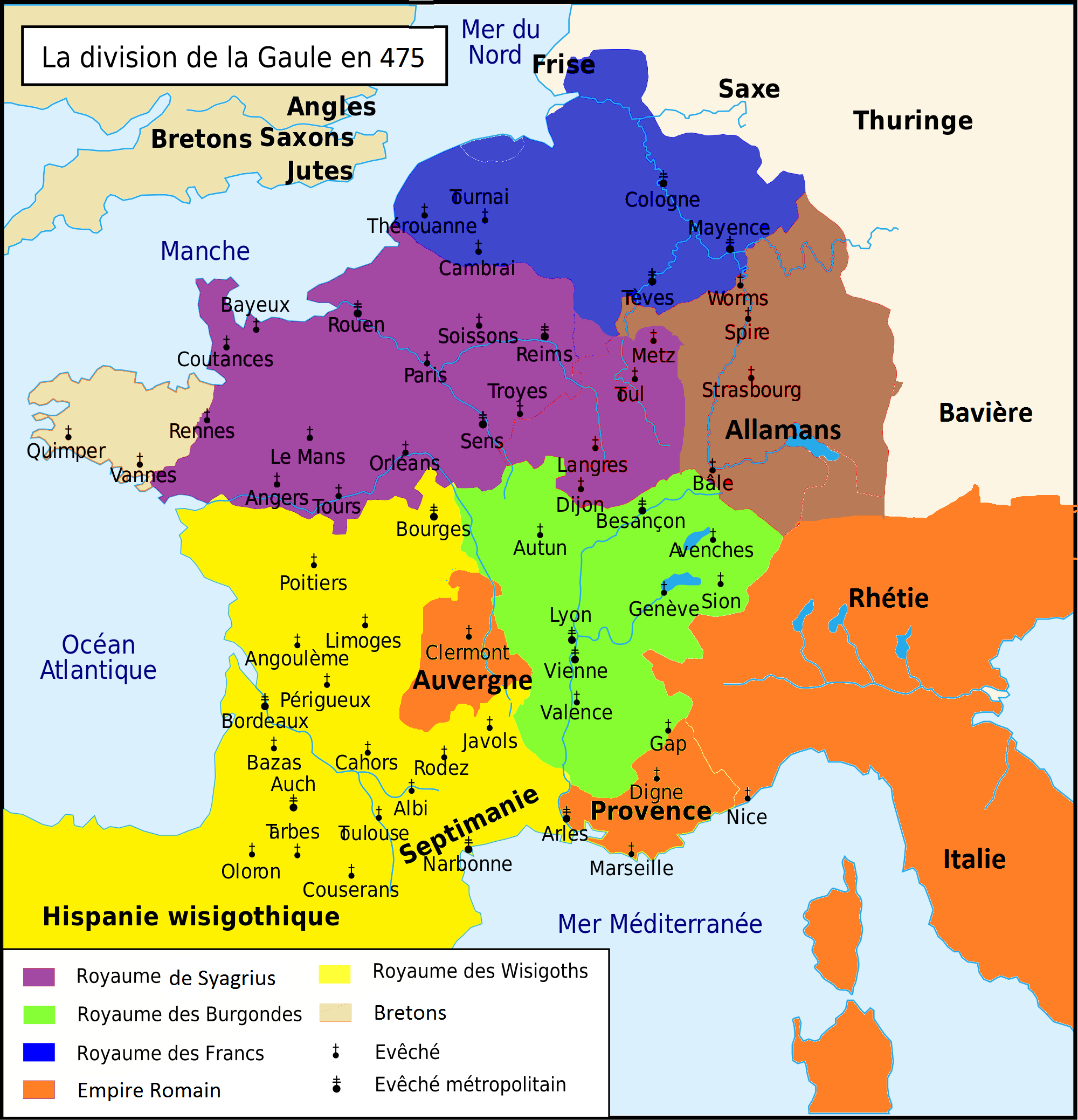
Situation géopolitique des Gaules en 475, avant l'incorporation au royaume des Wisigoths de l'Auvergne, dernier bastion romain, et de la Provence entre 471 et 476.

Les Bretons (dont on ne sait vraiment s'il s'agit des Bretons d'Armorique ou de Grande-Bretagne) et leur roi Riothamus, allié de l'Empire romain d'Occident, réunissent 12 000 hommes (selon Jordanès), à l'appel de l'empereur Anthémius, pour défendre la partie de l'Aquitaine restée romaine contre les Wisigoths d'Euric, qui lors de son avènement en 466 avait rompu le fœdus avec Rome, après la défaite de son frère Théodoric II contre le général romain Ægidius à la bataille d'Orléans en 463, puis avait été incité en 468 par Arvandus à attaquer les Bretons. 
En 469, les Bretons sont cependant battus par les Wisigoths à Déols (actuelle commune de la banlieue de Châteauroux), sans avoir pu opérer leur jonction avec l'armée impériale d'Anthémius. À la suite de cette défaite, les troupes romaines du nord de la Gaule et les fédérés francs aux ordres du comte Paul et de Childéric Ier parviennent à contenir les Wisigoths au sud de la Loire en reprenant Tours, occupé par Euric en 470, après Bourges.
Grégoire de Tours évoque ainsi cette bataille, qui se serait passée près de Déols (Dix livres d'histoire, II, 18) :

« Les Bretons furent chassés de Bourges par les Goths, qui en tuèrent un grand nombre près du bourg de Dol. Le comte Paul, avec les Romains et les Francs, fit la guerre aux Goths, sur lesquels il fit un grand butin. Adovacre étant venu à Angers, le roi Childéric arriva le jour suivant, et ayant tué le comte Paul, il s’empara de la ville. Ce jour-là l’église fut consumée par un grand incendie. (trad. François Guizot) »

## Conséquences
Syagrius s'efforce alors de maintenir son contrôle sur le domaine gallo-romain au nord de la Loire, mais son alliance avec Childéric, revenu de Thuringe en 463, est ensuite compromise, après la mort du comte Paul en 469 lors du siège d'Angers par les Saxons d'Adovacre, et ce jusqu'au siège d'Orléans.
Riothamus et les débris de son armée se réfugient chez les Burgondes. Euric a dorénavant les mains libres en Aquitaine. L'Auvergne restée romaine, avec Arvernum (Clermont-Ferrand) défendue par le sénateur Ecdicius et son beau-frère Sidoine Apollinaire, évêque de la cité depuis 471, ainsi que la Provence, se trouvent à leur tour menacées par les Wisigoths. L'armée impériale de renfort conduite par Anthemiolus, désormais isolée dans le sud de la Gaule, est battue à Arles vers 471 par Euric. Anthemiolus, le fils de l'empereur Anthemius, est tué avec ses trois généraux, Thorisarius, Everdingus et le comes stabuli Hermianus. Ce fut la dernière expédition de l'armée romaine au nord des Alpes.

### Sources anciennes
- Jordanès, Histoire des Goths [détail des éditions] [lire en ligne], VIe siècle